# Museo Civico di Sansepolcro
Museo Civico di Sansepolcro (pol. Muzeum Miejskie w Sansepolcro) – muzeum sztuki założone w 1975 w Sansepolcro w Toskanii, ze Zmartwychwstaniem Piera della Francesca w swych zbiorach.

## Historia
Począwszy od XVIII wieku stale rozrastały się zbiory galerii miejskiej w Sansepolcro. W 1866 dołączono dzieła sztuki pochodzące z kościołów bractw katolickich, które uległy wymuszonej kasacie. Ustanowiono pinakotekę miejską, która istniała do 1975, kiedy powołano do istnienia muzeum miejskie. Jednym z najokazalszych dzieł w zbiorach miasta jest Zmartwychwstanie Piera della Francesca, które malarz namalował ok. 1460 w tzw. Palazzo della Residenza. Miało być symbolem miasta, którego nazwa oznacza Święty Grób czyli Grób Chrystusa, jako relikwia Zmartwychwstania.

## Kolekcja
W zbiorach muzeum w Sansepolcro znajdują się dzieła takich artystów, jak: Piero della Francesca, Matteo di Giovanni, Raffaellino del Colle, Giovanni Battista Cungi, Santi di Tito, Raffaello Schiaminossi, Giovanni Battista Mercati, Jacopo Pontormo, Leandro Bassano, Andrea del Pozzo, Cherubino Alberti, Remigio Cantagallina, Angiolo Tricca, Andrea della Robbia.

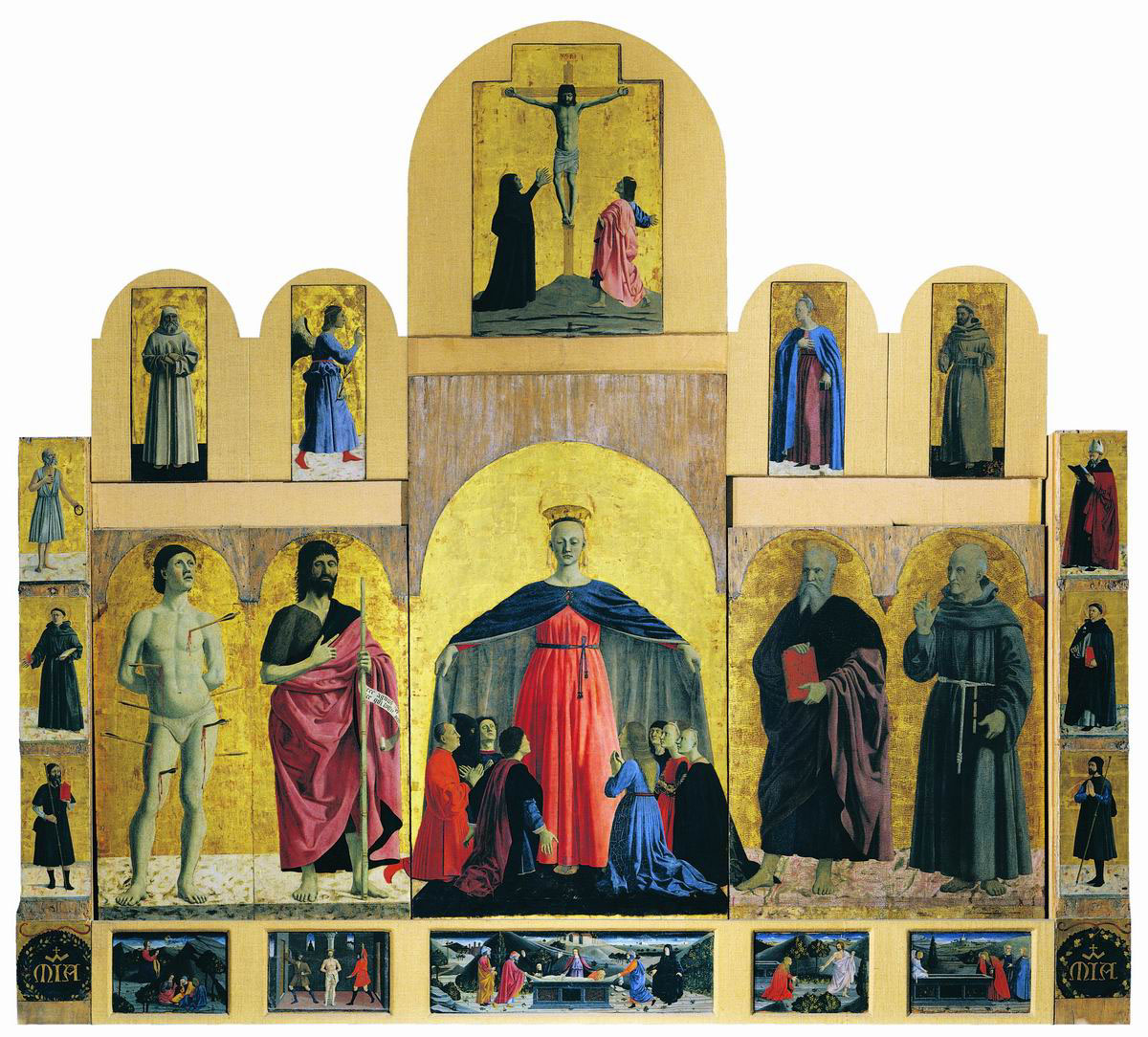
Poliptyk Miłosierdzia, Piero della Francesca, 1444-1464
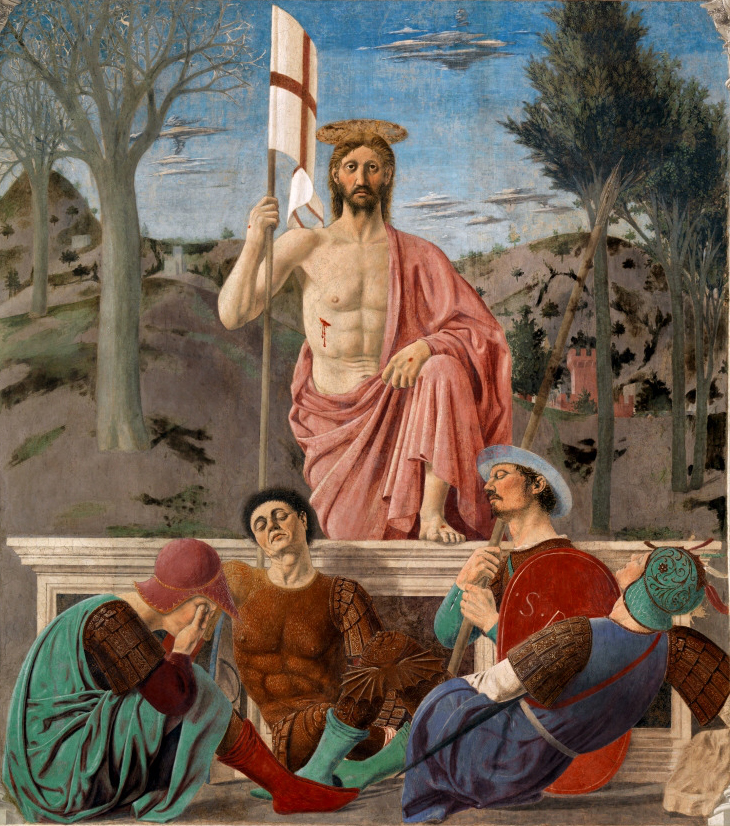
Zmartwychwstanie, Piero della Francesca, ok. 1465
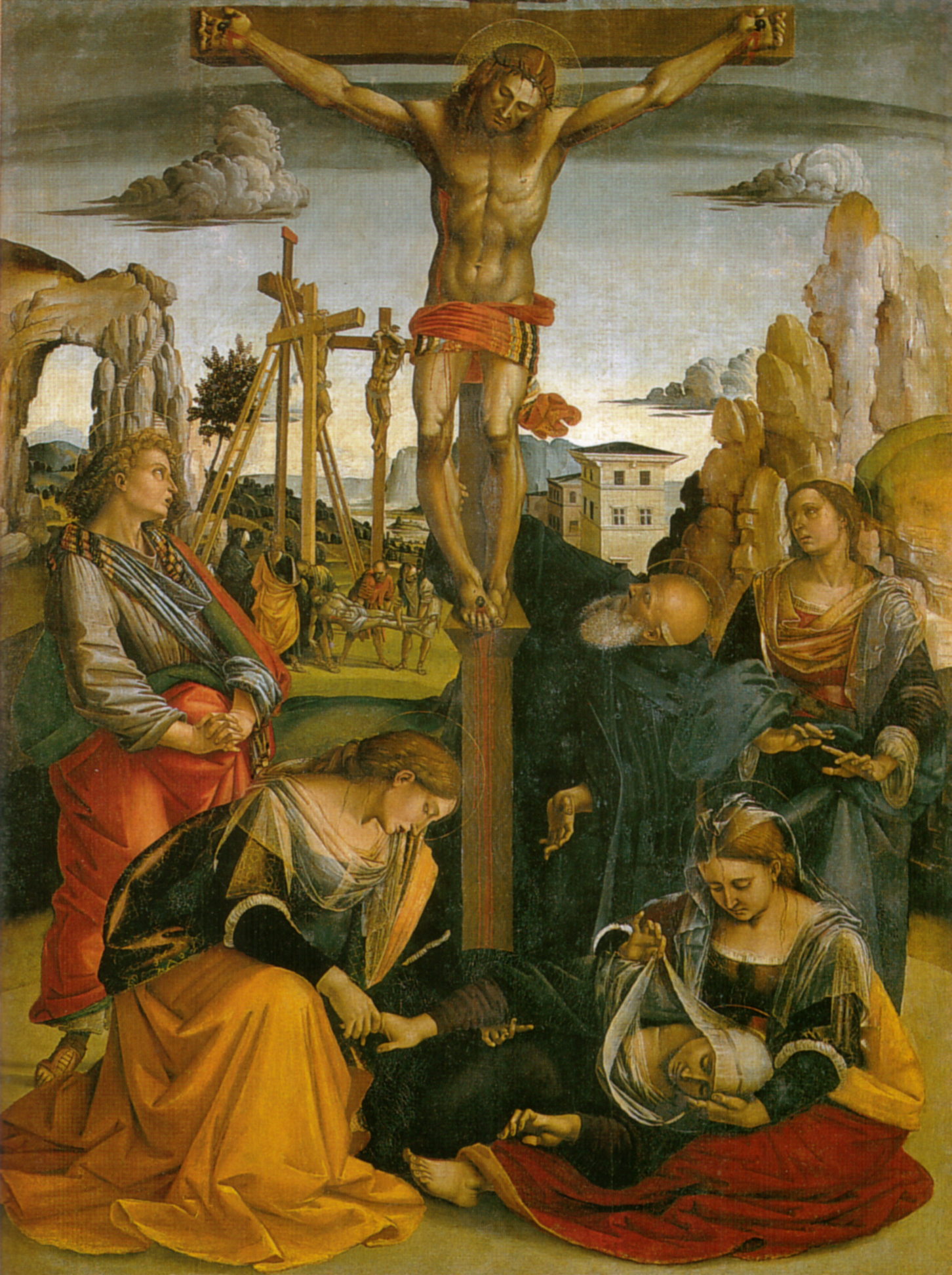
Sztandar z Ukrzyżowaniem, Luca Signorelli, ok. 1502-1505
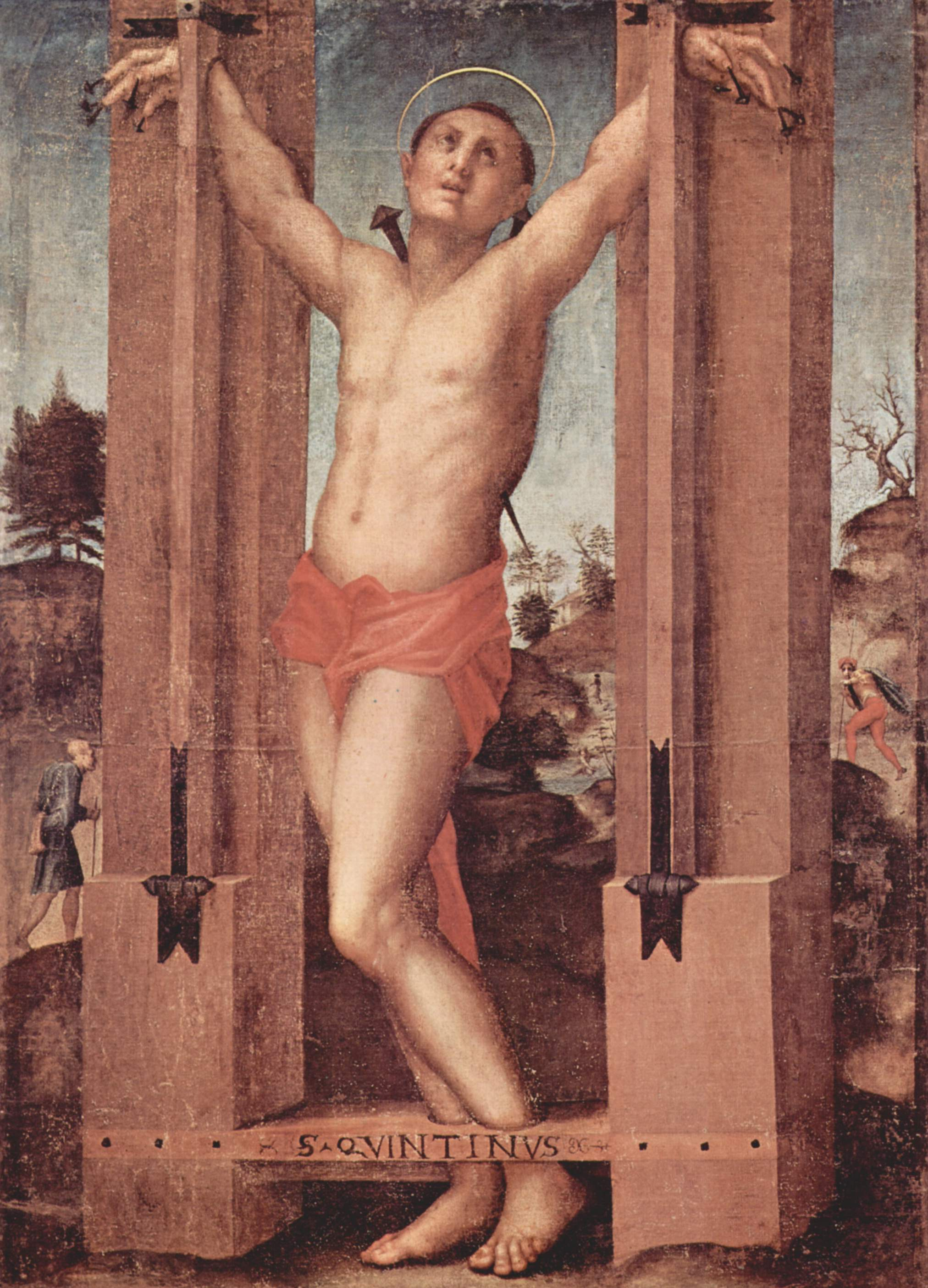
Święty Kwintyn, Jacopo Pontormo, 1517